# Silvia Rieger
Pour les articles homonymes, voir Rieger.
Silvia Rieger (née le 14 novembre 1970 à Hinte) est une ancienne athlète ayant représenté l'Allemagne de l'Ouest puis l'Allemagne, spécialiste du 400 mètres haies. 

## Palmarès

### Championnats d'Europe d'athlétisme
- Championnats d'Europe d'athlétisme 1994 à Helsinki,  Finlande
  -  Médaille d'argent sur 400 m haies
- Championnats d'Europe d'athlétisme 1998 à Budapest,  Hongrie
  -  Médaille de bronze sur 400 m haies
  -  Médaille d'or du relais 4 × 400 m

### Championnats du monde junior d'athlétisme
- Championnats du monde junior d'athlétisme 1988 à Sudbury,  Canada
  -  Médaille de bronze sur 400 m haies

### Championnats d'Europe junior d'athlétisme
- Championnats d'Europe junior d'athlétisme 1987 à Birmingham,  Royaume-Uni
  -  Médaille d'or sur 400 m haies
- Championnats d'Europe junior d'athlétisme 1989 à Varaždin,  Yougoslavie
  -  Médaille d'or sur 400 m haies